# Лонг (Оклахома)
Лонг (англ. Long) — переписна місцевість (CDP) в США, в окрузі Секвоя штату Оклахома. Населення — 408 осіб (2020).

## Географія
Лонг розташований за координатами 35°29′56″ пн. ш. 94°32′21″ зх. д. / 35.49889° пн. ш. 94.53917° зх. д. (35.498811, -94.539175).  За даними Бюро перепису населення США в 2010 році переписна місцевість мала площу 19,77 км², з яких 19,72 км² — суходіл та 0,05 км² — водойми.

## Демографія
Згідно з переписом 2010 року, у переписній місцевості мешкало 370 осіб у 140 домогосподарствах у складі 103 родин. Густота населення становила 19 осіб/км².  Було 156 помешкань (8/км²).
Расовий склад населення:
| - 63,2 % — білих - 20,8 % — корінних американців - 1,9 % — азіатів - 5,1 % — осіб інших рас |

До двох чи більше рас належало 8,9 %. Частка іспаномовних становила 6,2 % від усіх жителів.
За віковим діапазоном населення розподілялося таким чином: 22,7 % — особи молодші 18 років, 67,8 % — особи у віці 18—64 років, 9,5 % — особи у віці 65 років та старші. Медіана віку мешканця становила 40,5 року. На 100 осіб жіночої статі у переписній місцевості припадало 111,4 чоловіків;  на 100 жінок у віці від 18 років та старших — 116,7 чоловіків також старших 18 років.
Середній дохід на одне домашнє господарство  становив 44 830 доларів США (медіана — 40 000), а середній дохід на одну сім'ю — 49 878 доларів (медіана — 41 250). За межею бідності перебувало 38,3 % осіб, у тому числі 60,0 % дітей у віці до 18 років та 0,0 % осіб у віці 65 років та старших.
Цивільне працевлаштоване населення становило 110 осіб. Основні галузі зайнятості: виробництво — 30,0 %, публічна адміністрація — 18,2 %, роздрібна торгівля — 14,5 %.